# Архиепархия Гулу
Архиепархия Гулу (лат. Archidioecesis Guluensis) — архиепархия Римско-Католической Церкви с центром в городе Гулу, Уганда. В митрополию Гулу входят епархии Аруа, Лиры, Небби. Кафедральным собором архиепархии Гулу является церковь святого Иосифа в городе Гулу.

## История
12 июня 1923 года Римский папа Пий XI издал бреве Quae catholico, которым учредил апостольскую префектуру Центрального Нила, выделив её из апостольского викариата Бахр эль-Газаля (сегодня — Епархия Вау). 14 июля 1927 года апостольская префектура Центрального Нила передела часть своей территории для возведения апостольской префектуры Бахр эль-Газаля (сегодня — Архиепархия Джубы).
10 декабря 1934 года Римский папа Пий XI издал буллу Ex divi Petri, которой преобразовал апостольскую префектуру Центрального Нила в апостольский викариат. 1 декабря 1950 года апостольский викариат Центрального Нила был переименован в апостольский викариат Гулу.
25 марта 1953 года Римский папа Пий XII издал буллу Quemadmodum ad Nos, которой преобразовал апостольский викариат Гулу в епархию.
23 июня 1958 года, 22 марта 1965 года и 12 июля 1968 года епархия Гулу передала часть своей территории для возведения новых епархий Аруа, Морото и Лиры.
2 января 1999 года Римский папа Иоанн Павел II издал буллу Quo aptius provideretur, которой возвёл епархию Гулу в ранг архиепархии.

## Ординарии архиепархии
- епископ Antonio Vignato MCCI[1] (16.07.1923 — 10.12.1934);
- епископ Angelo Negri MCCI (10.12.1934 — 13.11.1949);
- епископ Giovanni Battista Cesana MCCI (1.12.1950 — 19.12.1968);
- епископ Cipriano Biyehima Kihangire (19.12.1968 — 9.01.1988);
- епископ Martin Luluga (8.02.1990 — 2.01.1999) — назначен епископом Небби;
- архиепископ John Baptist Odama (2.01.1999 — по настоящее время).